# Homoloidea
Los homoloideos (Homoloidea) son una superfamilia de cangrejos braquiuros. La estrecha relación entre Homoloidea y Dromioidea está establecida de manera primaria mediante las características de la ultraestructura del esperma.

## Listado de familias
- Homolidae de Haan, 1839
- Latreilliidae Stimpson, 1858
- Poupiniidae Guinot, 1991
- †Gastrodoridae Van Bakel, Fraaije, Jagt & Artal, 2008
- †Tithonohomolidae Feldmann & Schweitzer, 2009